# Tetreres baileyae
Tetreres baileyae är en ringmaskart som beskrevs av Kirtley 1994. Tetreres baileyae ingår i släktet Tetreres och familjen Sabellariidae. Inga underarter finns listade i Catalogue of Life.